# Two Can Dream Alone
Two Can Dream Alone és un àlbum recopilatori del duet estatunidenc Simon & Garfunkel. L'àlbum és una col·lecció de cançons d'abans que gravessin el seu àlbum debut, Wednesday Morning, 3 A.M.. També conté gravacions solistes tant de Paul Simon com d'Art Garfunkel. Conté tots els senzills de Simon & Garfunkel d'aquests anys. Sis anys després de la publicació de l'àlbum, se'n publicà un de similar que contenia totes les cançons de Paul Simon excepte «Beat Love» d'Art Garfunkel, que apareix en els dos àlbums.

## Llista de cançons
Totes les cançons gravades per Simon, excepte on es denoti el contrari.
1. «Dream Alone» [Art Garfunkel]
2. «Beat Love» [Art Garfunkel]
3. «Beat Love (With Harmony)» [Art Garfunkel]
4. «I Love You (Oh Yes I Do)»
5. «Just a Boy»
6. «Play Me a Sad Song»
7. «It Means a Lot to Them»
8. «Flame»
9. «Shy»
10. «Soldier and a Song (Light Your Way)»
11. «The Lone Teen Ranger»
12. «Hey Schoolgirl» [Simon & Garfunkel]
13. «Our Song» [Simon & Garfunkel]
14. «That's My Story» [Simon & Garfunkel]
15. «Teenage Fool»
16. «Tia-Juana Blues»
17. «Dancin' Wild» [Simon & Garfunkel]
18. «Don't Say Goodbye» [Simon & Garfunkel]
19. «Two Teenagers» [Simon & Garfunkel]
20. «True or False»
21. «Simon Says»